# Мазари, Муниба
Муниба Мазари (3 марта 1987; урду منیبہ مزاری‎) — пакистанская правозащитница, художница, модель, певица и оратор-мотиватор. Первая пакистанская модель на инвалидной коляске, также известная как Железная леди Пакистана
Пользуется инвалидной коляской из-за травм, полученных в автомобильной катастрофе в возрасте 21 года. Является национальным послом ООН-женщин Пакистана после того, как Би-би-си включила её в список «100 вдохновляющих женщин» 2015 года. В 2016 году попала в азиатскую версию списка «Forbes 30 до 30» в категории «Медиа, маркетинг и реклама».

## Личная жизнь
Муниба Мазари имеет белуджийское происхождение и принадлежит к племени Мазари. Родилась 3 марта 1987 года в Рахимъяр-Хане, провинция Пенджаб, имеет двух младших братьев. Окончила государственную армейскую школу, а затем поступила в колледж. В возрасте 18 лет вышла замуж за Хуррама Шахзада, бывшего пилота ВВС Пакистана. В 2008 году вместе с мужем попала в дорожно-транспортное происшествие, что привело к параличу нижних конечностей Мунибы. В августе 2014 года пара стала жить раздельно, а в 2015 году официально развелись. В 2017 году муж подал на Мунибу исковое заявление в суд на сумму 10 миллионов пакистанских рупий по обвинению в клевете, но дело было прекращено в январе 2018 года.

### ДТП и лечение
27 февраля 2008 года Муниба вместе с мужем двигалась в автомобиле из Кветты в Рахимъяр-Хан. Автомобиль попал в дорожно-транспортное происшествие, в результате чего она получила несколько серьёзных травм, в том числе: переломы костей в руке (как лучевой, так и локтевой), грудной клетки, лопатки, ключицы и позвоночника. Её легкие и печень также были сильно повреждены, а вся нижняя часть тела оказалась парализована. Муниба была доставлена в близлежащую больницу, которая имела плохое оснащение для лечения таких серьёзных травм. Затем, была переведена в больницу в Рахимъяр-Хане, а потом в университетский госпиталь Ага-Хана в Карачи. После операций оставалась прикованной к постели два года. Проходила курсы физиотерапии, благодаря которым смогла пользоваться инвалидной коляской.
После окончания лечения Муниба уехала в Равалпинди. Её мать переехала жить к ней для оказания помощи, что в итоге привело к разводу родителей. В 2011 году, через четыре года после аварии, Муниба усыновила ребёнка Нила.

## Карьера
Муниба Мазари получила известность во многих областях деятельности, как художница, активистка, ведущий, модель, певица и мотивационный оратор. Однако большая часть её карьеры была построена на живописи и мотивационной речи. Она размещала свои художественные работы на своей страничке в «Facebook» и получала ежемесячную заработную плату. Работала в школе, где обучался приёмный сын для стартап-проекта «Dheeray Bolo» («Говори медленно»), преподавая язык урду. Управляющий директор «Pakistan Television Corporation» (PTV) Мохаммад Малик узнал о ней во время выступления на канале «TED» и предложил работу в «PTV». В сентябре 2014 года она работала ведущим программы «Clown Town», где контактировала с детьми и пожилыми людьми.
Кроме того, Муниба была выбрана компанией красоты «Pond's» «Чудо-женщиной». Также была выбрана международной парикмахерской «Toni & Guy» первой в Азии моделью в инвалидной коляске. Её первая рекламная кампания называлась «Women of Substance».
Муниба Мазари была частью кампании «Dil Say Pakistan» по развитию чувства патриотизма и единства в Пакистане. Она была певицей, опубликовала видео на YouTube в августе 2017 года по случаю Дня независимости.
В июне 2019 года премьер-министр Пакистана Имран Хан назначил Мунибу в состав первого в истории Национального молодёжного совета Пакистана.